# Saint-Denis-Lanneray
Saint-Denis-Lanneray ist eine französische Gemeinde mit 2.095 Einwohnern (Stand 1. Januar 2022) im Département Eure-et-Loir in der Region Centre-Val de Loire.
Sie gehört zum Arrondissement Châteaudun und zum Kanton Châteaudun.
Sie entstand als Commune nouvelle mit Wirkung vom 1. Januar 2019 durch die Zusammenlegung der bisherigen Gemeinden Lanneray und Saint-Denis-les-Ponts, die in der neuen Gemeinde den Status einer Commune déléguée haben. Der Verwaltungssitz befindet sich im Ort Saint-Denis-les-Ponts.

## Gliederung
| Ortsteil                                | ehemaliger INSEE-Code | Fläche (km²) | Einwohnerzahl zum 1. Januar 2019 |
| --------------------------------------- | --------------------- | ------------ | -------------------------------- |
| Saint-Denis-les-Ponts (Verwaltungssitz) | 28334                 | 13,80        | 1669                             |
| Lanneray                                | 28205                 | 26,63        | 0526                             |

## Lage
Die Gemeinde liegt rund 45 Kilometer südsüdwestlich von Chartres, nahe der Stadt Châteaudun. Der Fluss Loir durchquert den südlichen Gemeindebereich. Nachbargemeinden sind: Logron im Norden, Marboué im Nordosten, Châteaudun im Osten, La Chapelle-du-Noyer im Südosten, Cloyes-les-Trois-Rivières im Süden sowie Commune nouvelle d’Arrou im Westen und Nordwesten.